# Mellrichstadt
Mellrichstadt (pronunciación en alemán: /ˈmɛlʁɪçˌʃtat/ⓘ) es una ciudad situada en el distrito de Rhön-Grabfeld, en el estado federado de Baviera (Alemania), con una población a finales de 2016 de unos 5667 habitantes.
Se encuentra ubicada al norte del estado, en la región de Baja Franconia, cerca de la frontera con el estado de Turingia.